# Інтернет-радіо «Університет»

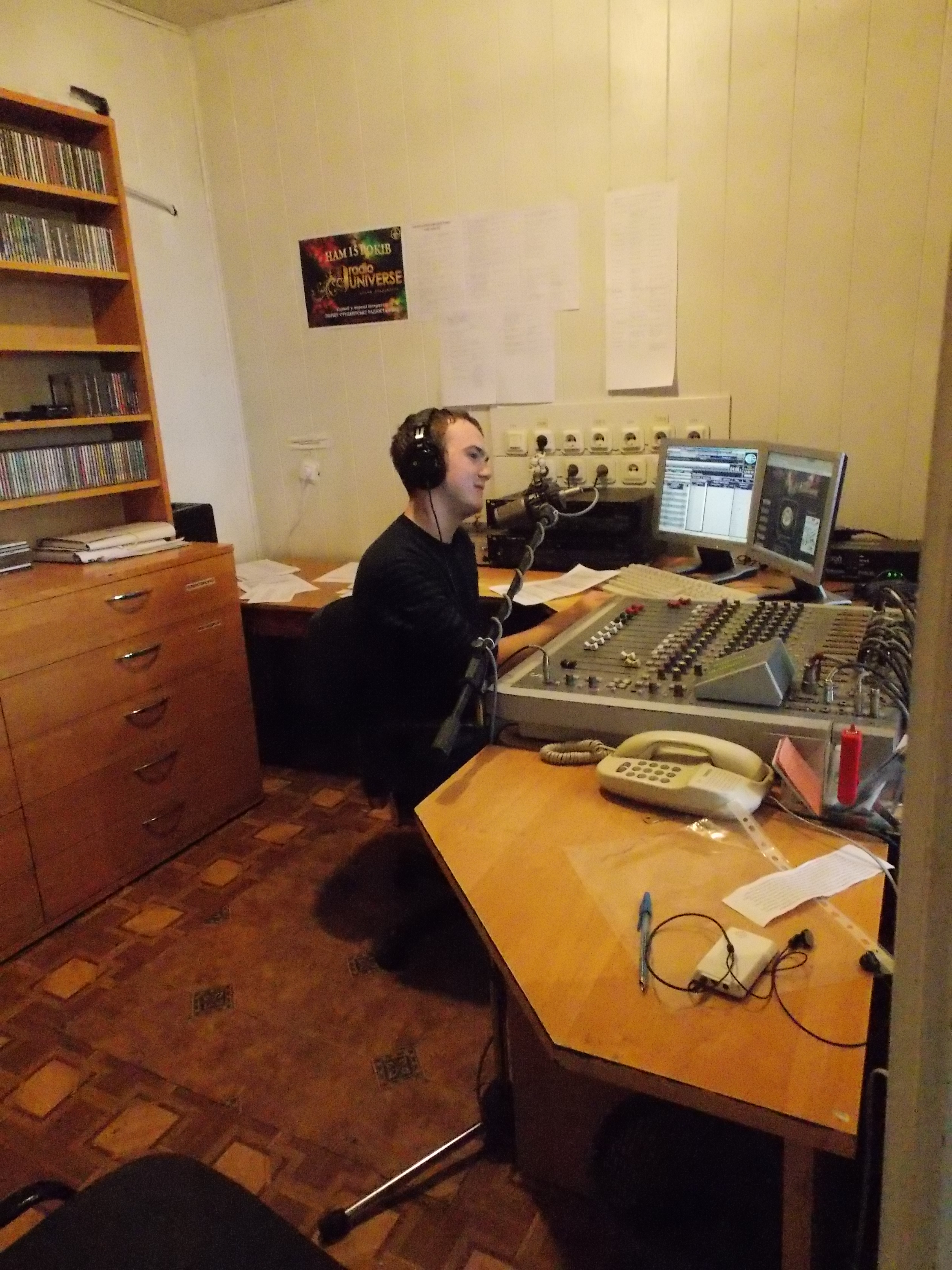
Радіостанція «Юніверс» (студія)

Інтернет-радіо «Університет» (інша назва радіо «Юніверс») — студентська інтернет-радіостанція, що як навчальна лабораторія (Інтернет-радіо «Університет» та новітні медіа) входить до складу факультету журналістики Запорізького національного університету. Радіостанція веде мовлення 24 години на добу, формат — EHR. В ефірі радіостанції звучать програми власного виробництва, а також програми із всеукраїнської компанії ФДР.

## Історія заснування і становлення
Радіо «Юніверс» було засновано Запорізьким державним університетом як FM-радіостанція. 30 жовтня 1997 року, яке вважається днем народження радіо, відбулося перше ефірне мовлення. Це була перша в Україні FM-станція, що безпосередньо належала вищому навчальному закладу.
Трансляція радіо велася у FM-діапазоні на Запоріжжя й область на частоті 106,6, згодом — 100,8 МГц. З 2010 року мовлення радіостанції здійснюється виключно у мережі Інтернет. Слоган радіо: «Додай яскравості!»
З 1997 року директором радіостанції був Віктор Олексійович Петров, головним редактором — Єлизавета Якимець.
З 1997 року радіо підпорядковувалось засновнику — ректору Запорізького державного університету В'ячеславу Олександровичу Толоку.
З 2005 року радіо «Юніверс» підпорядковується ректору Запорізького національного університету — Турченку Ф. Г., з 2005 р. по 2011 р. — Тимченку С. М., з 2011 р. по 2012 р. — Бондару О.Г., з 2012 р. — Фролову М. О.
Завідувачем навчальної лабораторії інтернет-радіо «Університет» та новітніх медіа з 2011 року є Наталя Анатоліївна Виговська. З 2005 до 2008 року головним редактором радіо «Юніверс» є кандидат філологічних наук, «Найкращий ді-джей України 2005»(за рішенням «Music-радіо») Павло Васильович Мірошниченко (псевдонім Павло Мова).
В період з 2008-го до 2009 року радіостанцію очолювала Ірина Анатоліївна Кльованик. Посаду головного редактора займала Ольга Мусіївна Демченко. З 2009-го до 2011 року посаду головного редактора очолювала Юлія Сергіївна Чернета. З 2011 року головним, а згодом й провідним редактором є ведуча прямих ефірів, редактор новин Ірина Москаленко (псевдонім Ірина Панфілова).

## Ведучі ефіру
В ефірі радіо «Юніверс» працювали такі майстри журналістики, як-от Єлизавета Якимець, Наталя Гринь, Олександр Конончук, Павло Мова, Вікторія Холодова, Людмила Смирнова, Маша Романова, Володимир Титов, Антоніна Сорокіна, Ольга Демченко, Олена Бондаренко, Олег Білецький, Іра Панфілова, Микита Налівкін (не враховуючи великої кількості стажистів та студентів-практикантів).
Посаду звукорежисера й оператора ефіру займають Андрій Матвіїшин та Геннадій Прокопенко.

## Програми
- Сніданок гурмана — інформаційно-пізнавальна програма про те, як легко та швидко, а, найголовніше, смачно готувати.
- За 3/9 земель — інформаційно-пізнавальна програма про мандри до прекрасних куточків нашої планети.
- Світ дрібниць — інформаційно-пізнавальна програма про маленькі, але дуже важливі речі, які нас оточують.
- GameLand — інформаційно-пізнавальна програма про новинки комп'ютерної ігрової індустрії.
- Fashion space — інформаційно-пізнавальна програма про моду й усе, що з нею пов'язане.
- Club Shot Radioshow — музична програма з міксованими треками.
- Афери — пізнавальна програма про махінації шахраїв зі світовими іменами.
- Чудеса світу — пізнавальна програма про цікаві місця на планеті.
- Музична енциклопедія — інформаційна програма про зірок естради.
- Особистість — цикл інтерв'ю.
- Моя професія — інформаційно-пізнавальна програма про різні професії.
- FlashBack — інформаційно-пізнавальна програма про нові фільми.
- Школа прожект — розважальна програма про сучасне шкільне життя.
- Українська перлина — цикл радіонарисів.